# Sintr
Sintr je silně porézní bělavá hornina chemogenního původu, která vzniká vysrážením uhličitanu vápenatého z roztoků obsahujících rozpuštěný vápenec. K jeho tvorbě dochází na stropech, stěnách a podlahách jeskyň při vypařování vody. Ze sintru se vytvářejí výplně krasových jeskyň. Sintrové jeskynní tvary mají mnoho forem – brčka, stalaktity, stalagmity, stalagnáty, sintrové kůry a povlaky, květákové sintry, korálové sintry, jeskynní perly, sintrové záclony, sintrové vodopády a podobně.